# 隐翅甲菌属
隐翅甲菌属（学名：Osoriomyces）是虫囊菌科的一属。

## 下属物种
本属包括以下物种：
- Osoriomyces rhizophorus Terada